# Christchurch
Christchurch er en by i New Zealand med 383.200(2020) indbyggere. Byen er den største på Sydøen og den næststørste i landet.
Byen har fået sit navn fra kollegiet Christ Church ved Universitetet i Oxford, England. På maorisk er navnet for byen Otautahi efter høvdingen Tautahi, som styrede en landsby i området.
Byen er kendt for sin britiske byggestil og stemning, der står meget i kontrast til det øvrige New Zealand.

## Geografi
Christchurch er den største by og administrationscenter i regionen Canterbury. Den ligger på sydsiden af Pegasus Bay, midt på østkysten af Sydøen. I syd ligger halvøen Banks Peninsula og i nord sletteområdet Cantebury Plains. Byen afgrænses i øst af Stillehavet og vådområdene til floderne Avon River og Heathcote River. I syd og sydøst er det de vulkanske åse, Port Hills, som flankerer byen. Officielt går bygrænsen ved floden Waimakariri Riwer i nord, men det bymæssige område strækker sig lidt forbi den.
De mange parker og velholdte private haver har givet byen tilnavnet «The Garden City» eller «Havebyen».
Størstedelen af byen er flad og kun få meter over havniveau. Højhusbeboere har derfor udsigt over store dele af det omliggende landskab.
Byens centrum er pladsen Cathedral Square, som ligger foran den anglikanske katedral Christ Church.

## Klima
Temperaturer: Det gennemsnitlige er i januar 12 °C og det gennemsnitlige maksimum er ved 21 °C, i juli fra 1 °C til 10 °C. Om sommeren er temperaturerne moderate takket være havbriserne fra nordøst. Bemærkelsesværdig er også Nor'wester, en varm fønvind. Sne om vinteren forekommer sjældent.

## Demografi
Den 6. marts 2010 havde storkommunen ifølge Christchurch City Council et indbyggertal på 376.700 hvormed byen efter Auckland er New Zealands næststørste og den største by på Sydøerne.
Etnisk sammensætning:
- 89,8% europæere
- 5,1% maoriere
- 4,0% asiater
- 0,3% andre

## Historie
Arkæologiske fund i en hule ved Redcliffs i nærheden af Christchurch tyder på, at den første bosætning er af en stamme af moa-jægere. Mundtlige overleveringer fra maorierne beretter om at mennesker har levet i området omkring 1000 år. Efter dem bosatte stammen Waitaha sig antagelig i det 16. århundrede fra Nordøens østkyst. Efter dem fulgte stammerne Kāti Mamoe og Ngai Tahu indtil omkring 1830.
Selv om de første europæiske immigranter allerede boede i området omkring 1830, kom der gang i emigrationen, da fire skibe med europæiske immigranter, chartret af den engelske imigrantorganisation Canterbury Association, den 16. december 1850 anløb havnen i Lyttelton.
Christchurch fik sine byrettigheder den 31. juli 1856, og er dermed New Zealands ældste by.
Christchurch havde en vigtig rolle under Antarktis-ekspeditionerne. Både Robert Falcon Scott og Ernest Shackleton benyttede byens havn i Lyttelton som udgangspunkt for deres rejser.
Byens internationale lufthavn er udgangspunkt for italienske og amerikanske (Operation Deepfreeze) Antarktis-program. Det internationale Antarctic Centre er en basislejr, men også et museum og besøgscentrum.
Den 18. november 1947 var byen hjemsted for den største brandkatastrofe i New Zealands historie, da en kontorbygning brændte og 41 døde i flammerne.
Den 27. februar 1964 åbnede en 1945 meter lang vejtunnel mellem Christchurch og havnebyen Lyttelton. Under jordskælvet i 2011 fik tunnellen store skader.

## Erhverv og trafik
Regionens erhverv var tidligere baseret på landbrugsproduktion i regionen Canterbury Plains. Grundlæggelsen af University of Canterbury i 1873 og et tæt samarbejde mellem akademiske institutioner med regionale firmaer gavnede de tekniske industrier. Regionen er i dag hjemsted for mange af de såkaldte New Economy-firmaer.
En vigtig erhversgren er endvidere turismen. Byens nærhed til skiområderne og andre attraktioner i Southern Alps og de mange hoteller i Christchurch gør området attraktivt for mange turister.
Christchurch har via sin internationale lufthavn direkte flyforbindelser til Asien, Australien og Amerika. Besøgende kan også ankomme med skib til Lyttelton, med jernbane, eller med bil fra Highway 1.

## Jordskælv
Den 4. september 2010 kl 4:35 blev Sydøen ramt af et jordskælv ved Christchurch på 7,1 MW. Epicenteret var omkring 40 kilometer vest for byens centrum, 10 kilometer sydøst for Darfield. Trods omfattende materielle skader, var der kun enkelte meldinger om personskader.
Den 22. februar 2011 kl 12:51 skete der igen et jordskælv i Christchurch. Mens mange af byens beboere var på arbejde og børnene i skole, ramte et jordskælv området med styrke 6,3 MW og efterlod store skader og mange omkomne. Skælvets epicentrum var kun 10 km sydvest for byens centrum og kun i 5 kilometers dybde. Der var store skader særligt i byens centrum, hvor mange huse blev ødelagt, deriblandt Christchurch Cathedrals kirketårn. Mange mennesker blev indespærret og måtte befries. Mange af de sammenstyrtede bygninger var i forvejen beskadiget ved det kraftige jordskælv året før og derfor mere sårbare for det nye skælv og de mange efterskælv. Jordskælvet kostede 185 mennesker livet.

## Kendte personer
- Hayley Westenra, sopran